# José Darío Uribe Escobar
José Darío Uribe Escobar, né le 22 décembre 1958 à Medellín, est un économiste colombien.

## Biographie
José Dario Uribe Escobar fait ses études à l'institut Jorge Robledo de Medellin, puis décroche son master et son doctorat en économie à l'université de l'Illinois à Urbana-Champaign.
En 1986, il rejoint le ministère de la planification nationale. Il est conseiller économique de la Fédération nationale des cultivateurs de café, puis rejoint la Banque de la République de Colombie en 1993. En 2004, il y fonde le groupe d'analyse des modèles de macroéconomie appliquée.
Le 5 janvier 2005, il succède à Miguel Urrutia Montoya au poste de président de la Banque de la République de Colombie. Son mandat est renouvelé en 2013. En janvier 2017, il est remplacé par Juan José Echavarría Soto après avoir occupé ce poste pendant douze ans, la durée légale maximum. Il est depuis président du Fonds de réserve latinoaméricain.